# Alces alces

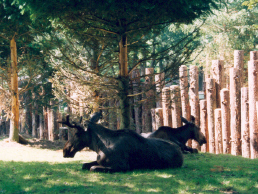
Alce macho y alce hembra.

El alce (Alces alces) (en algunos lugares también conocido como ante o anta) es una especie de mamífero artiodáctilo de la familia de los cérvidos. Es un habitante típico de los bosques nórdicos de todo el mundo.
Debido a la intensa caza a la que ha sido sometido desde hace siglos, el área de distribución original se ha reducido mucho, pero todavía quedan unos dos millones de ejemplares, más o menos, repartidos por igual en Norteamérica y Eurasia.

## Taxonomía
Wilson y Reeder, en Mammal Species of the World (2005), consideran el alce euroasiático (Alces alces) y el alce americano u oriñal (Alces americanus) como especies diferentes, basándose en las diferencias documentadas en el cariotipo, el tamaño corporal, la forma del premaxilar, la coloración y la estructura y dimensiones de la cornamenta. Existe una zona amplia de hibridación entre las dos especies: en Siberia Central y al norte de Mongolia.

## Descripción
El alce es el cérvido de mayor tamaño. Presenta diversas adaptaciones a ambientes fríos, de las que una de las principales es una nariz grande con gran flujo de sangre que calienta el aire antes de que llegue a sus pulmones. Los machos presentan unas astas de forma muy variable, aunque generalmente son anchas y palmeadas, solo ocasionalmente presentan puntas como otros cérvidos.
Los datos corporales correspondientes a un ejemplar adulto varían entre los siguientes valores:
- Longitud del cuerpo: de 2,40 a 3,10 m.
- Longitud de la cola: de 5 a 12 cm.
- Altura total: de 1,50 a 2,15 m.
- Altura en la cruz: de 1,40 a 1,90.
- Distancia de un extremo de su cornamenta a la otra: 2,50 a 3,50 m.
- Peso: de 200 a 850 kg.
- Vida: de 10 a 25 años.

Su fórmula dentaria es: 0/3, 0-1/1, 3/3, 3/3 = 32-34.

### Cornamenta

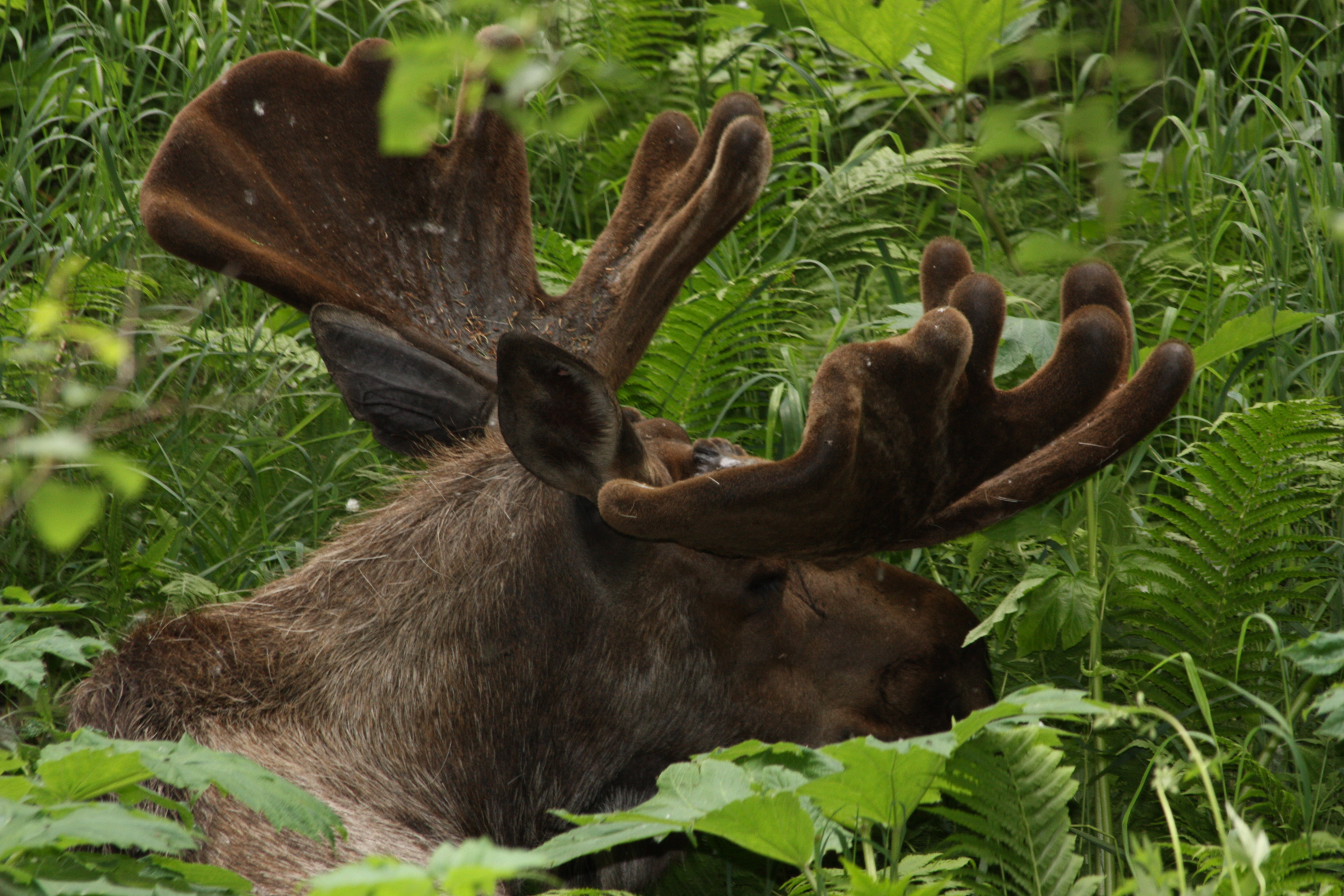
Las astas en crecimiento están recubiertas de una cubierta suave y peluda llamada «terciopelo». Los vasos sanguíneos del terciopelo transportan los nutrientes necesarios para el crecimiento de la cornamenta.

Los alces macho tienen astas como otros miembros de la familia de los cérvidos. Las hembras seleccionan a sus parejas en función del tamaño de la cornamenta. Los alces macho utilizan el despliegue dominante de la cornamenta para disuadir a la competencia y se enfrentan o pelean con sus rivales. El tamaño y la tasa de crecimiento de la cornamenta están determinados por la dieta y la edad; la simetría refleja la salud.
Las astas del macho crecen como haces cilíndricos que se proyectan a cada lado de la cabeza en ángulo recto con la línea media del cráneo, y luego se bifurcan. La punta inferior de esta horquilla puede ser simple o estar dividida en dos o tres púas, con cierto aplanamiento. La mayoría de los alces tienen astas anchas y palmeadas (planas) con púas (puntas) a lo largo del borde exterior. Dentro del área de distribución ecológica del alce en Europa, los ejemplares de las zonas septentrionales presentan un patrón de cornamenta palmeada, mientras que la cornamenta de los alces europeos de la parte meridional de su área de distribución suele tener el patrón dendrítico cervina y ser comparativamente pequeña, quizá debido a la presión evolutiva de la caza humana, que valora la cornamenta palmeada de gran tamaño. Los alces europeos con cornamentas intermedias entre la forma palmeada y la dendrítica se encuentran en el centro del área de distribución norte-sur. Los alces con cornamenta tienen una audición más aguda que los que no la tienen; un estudio de cornamentas de trofeo que utilizaba un micrófono descubrió que la cornamenta palmeada actúa como un reflector parabólico, amplificando el sonido en el oído del alce.
La cornamenta de los alces macho adultos de Alaska (de 5 a 12 años) tiene una extensión máxima normal superior a 200 centímetros (78,7 plg). A la edad de 13 años, la cornamenta de los alces disminuye en tamaño y simetría. La mayor extensión registrada fue de 210 centímetros (82,7 plg). Un alce de Alaska también tiene el récord de mayor peso, con 36 kilogramos (79 lb).
El diámetro del haz de la cornamenta, y no el número de púas, indica la edad. En Norteamérica las cornamentas de los alces (A. a. americanus) suelen ser más grandes que las de los alces euroasiáticos y tienen dos lóbulos a cada lado, como una mariposa. En el alce de Siberia del Norte (A. a. bedfordiae), la división posterior de la horquilla principal se divide en tres púas, sin aplanamiento distintivo. En el alce común (A. a. alces) esta rama se expande normalmente en una palma ancha, con una púa grande en la base y un número de púas más pequeñas en el borde libre. Sin embargo, existe una raza escandinava del alce común en la que la cornamenta es más simple y recuerda a la de los animales de Siberia oriental. El palmado parece ser más marcado en los alces norteamericanos que en los típicos alces escandinavos.

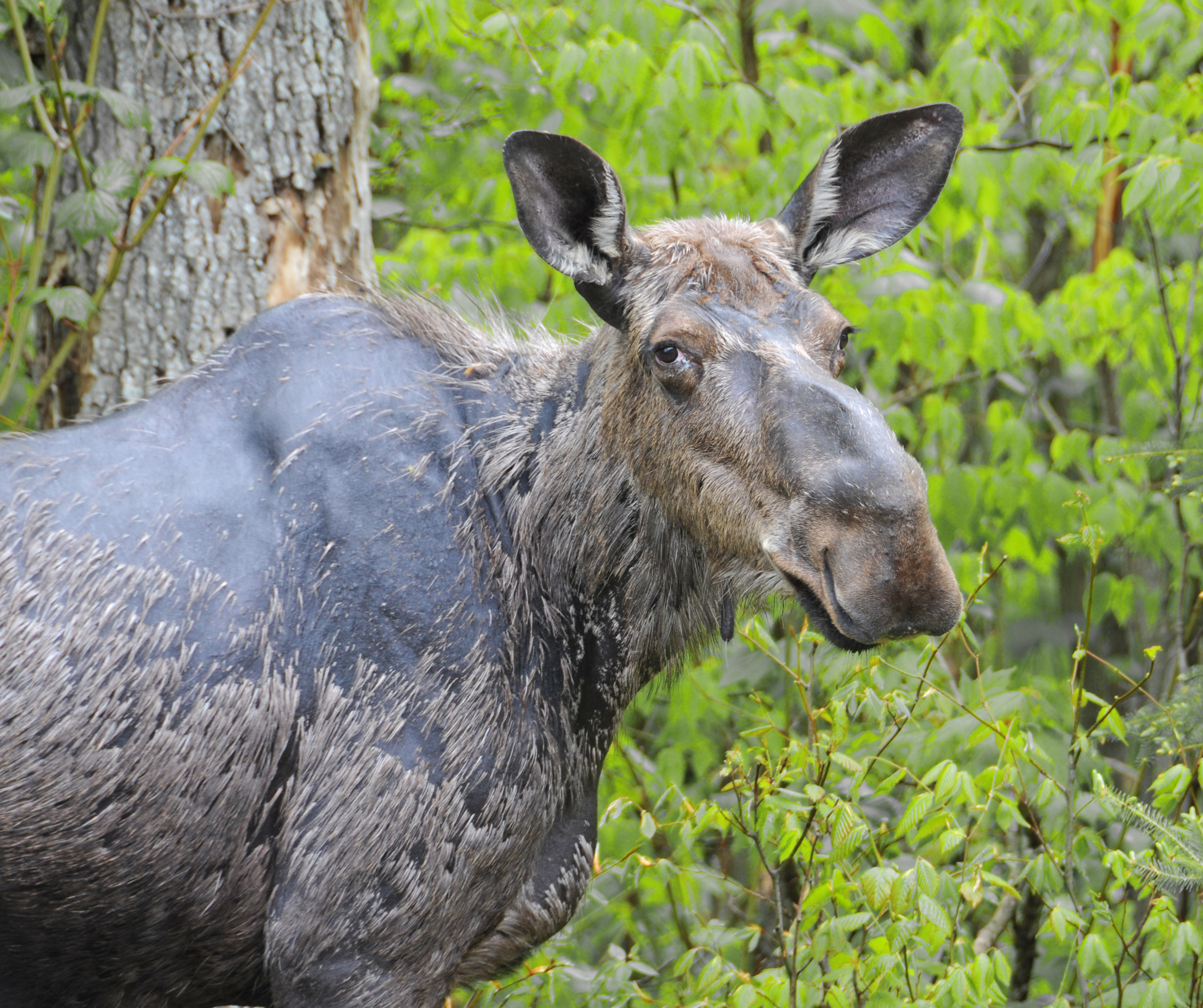
Hembra joven (A. A. americana) a principios de junio.

Tras la época de celo los machos pierden la cornamenta, lo que les permite conservar energía para el invierno. Una nueva cornamenta volverá a crecer en primavera. La cornamenta tarda entre tres y cinco meses en desarrollarse por completo, por lo que es uno de los órganos animales de crecimiento más rápido. El crecimiento de la cornamenta "se nutre de un extenso sistema de vasos sanguíneos en la piel que la recubre, que contiene numerosos folículos pilosos que le dan una textura aterciopelada" Esto requiere un intenso pastoreo con una dieta altamente nutritiva. En septiembre el terciopelo se desprende mediante el roce y la paliza, lo que cambia el color de la cornamenta. Es posible que los machos inmaduros no pierdan la cornamenta durante el invierno, sino que la conserven hasta la primavera siguiente. Las aves, los carnívoros y los roedores se comen las astas caídas, ya que están llenas de proteínas, y los propios alces se comen el terciopelo de las astas por sus nutrientes.
Si un alce macho es castrado, ya sea accidentalmente o por medios químicos, perderá su cornamenta actual en dos semanas e inmediatamente le empezará a crecer una nueva cornamenta deforme que llevará el resto de su vida sin perderla nunca más; una cornamenta deforme similar puede ser el resultado de una deficiencia de testosterona causada por criptorquidia o la vejez. Estas cornamentas deformadas están compuestas de hueso vivo que sigue creciendo o puede crecer, ya que se necesita testosterona para detener el crecimiento de la cornamenta; pueden adoptar una de dos formas. "cornamenta de cactus" o "cornamenta de velericornio". Suelen conservar la forma aproximada de la cornamenta de un alce normal pero presentan numerosas exostosis en forma de perla en su superficie; al estar hechas de hueso vivo, se rompen con facilidad pero pueden volver a crecer. Las perukes (pelucas) son astas de crecimiento constante, similares a tumores, con un aspecto distintivo similar al coral. Al igual que los corzos, los alces son más propensos a desarrollar perukes, en lugar de astas de cactus, que los cérvidos más desarrollados, pero a diferencia de los corzos, los alces no sufren una descalcificación fatal del cráneo como resultado del crecimiento de perukes, sino que más bien pueden soportar su crecimiento continuo hasta que se vuelven demasiado grandes para abastecerse completamente de sangre. Las perukes de aspecto distintivo (a menudo denominadas "astas del diablo") son la fuente de varios mitos y leyendas entre muchos grupos de inuit, así como varias otras tribus de pueblos indígenas de América del Norte.

### Dimorfismo sexual
Machos y hembras son ambos del mismo tamaño, pero las hembras no presentan astas y los machos tienen una especie de colgajo en la papada.
En circunstancias extremadamente raras, a una hembra alce le pueden crecer cuernos. Esto se suele atribuir a un desequilibrio hormonal.

## Distribución y hábitat

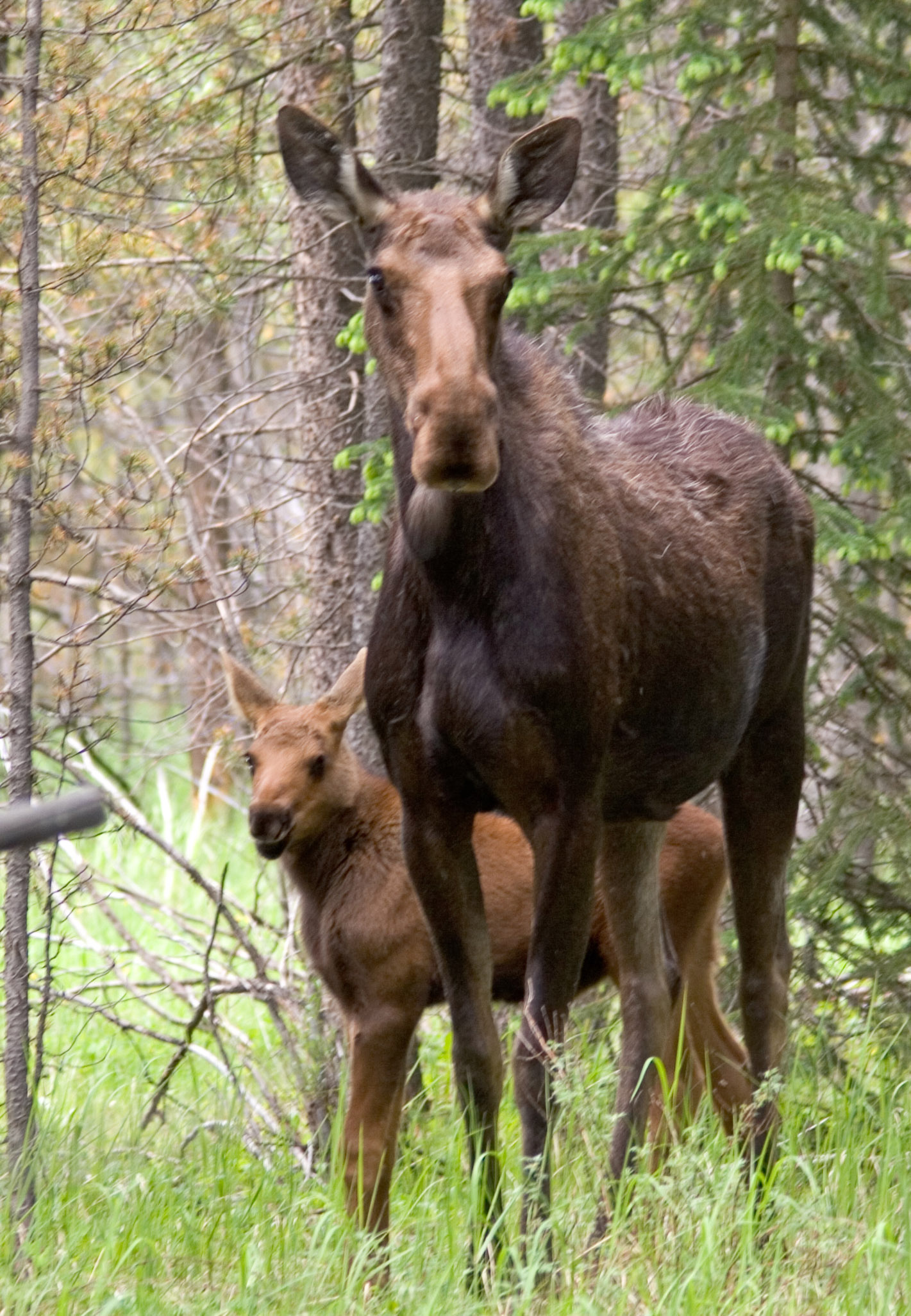
Hembra con su cría.

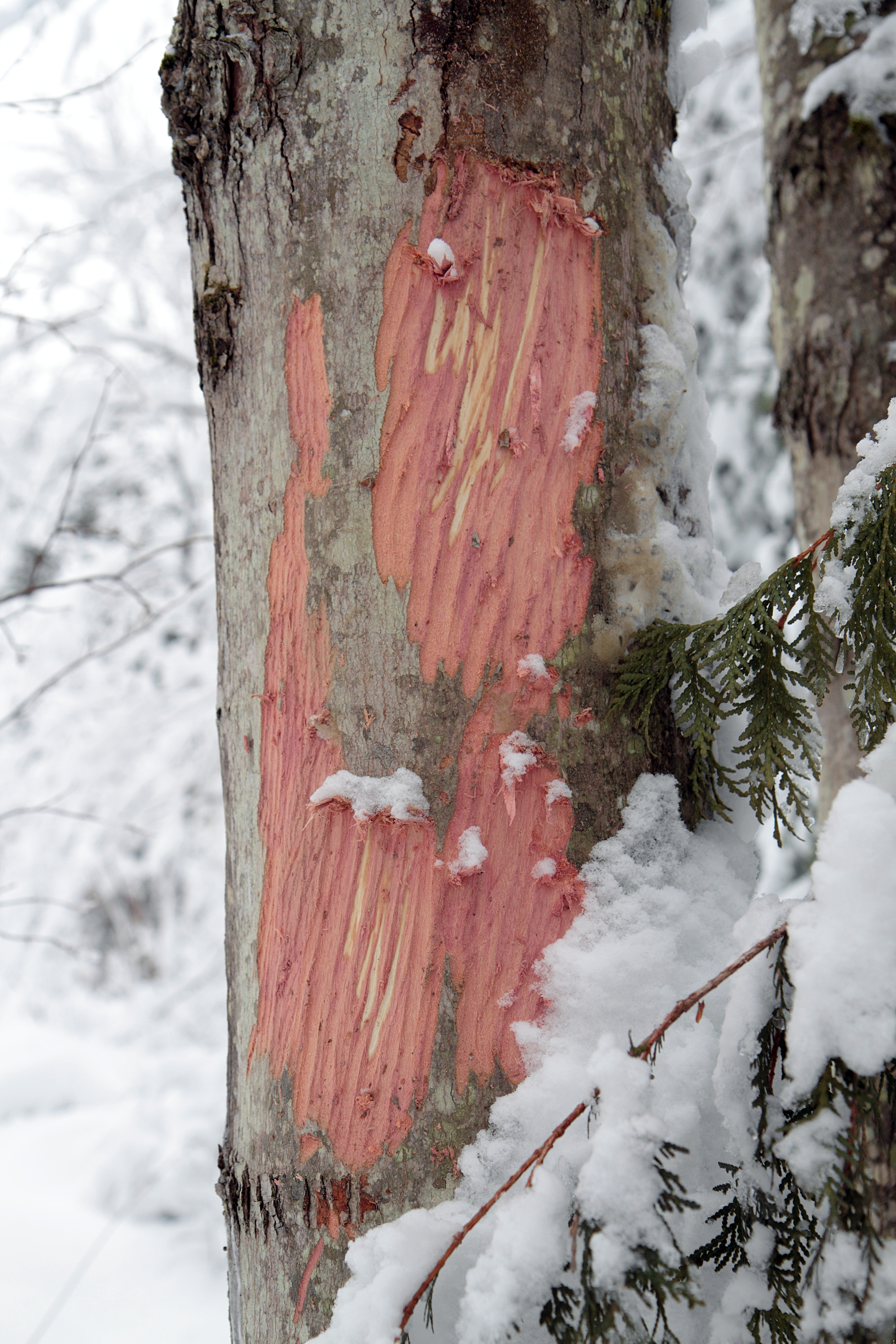
Árbol descortezado por un alce.

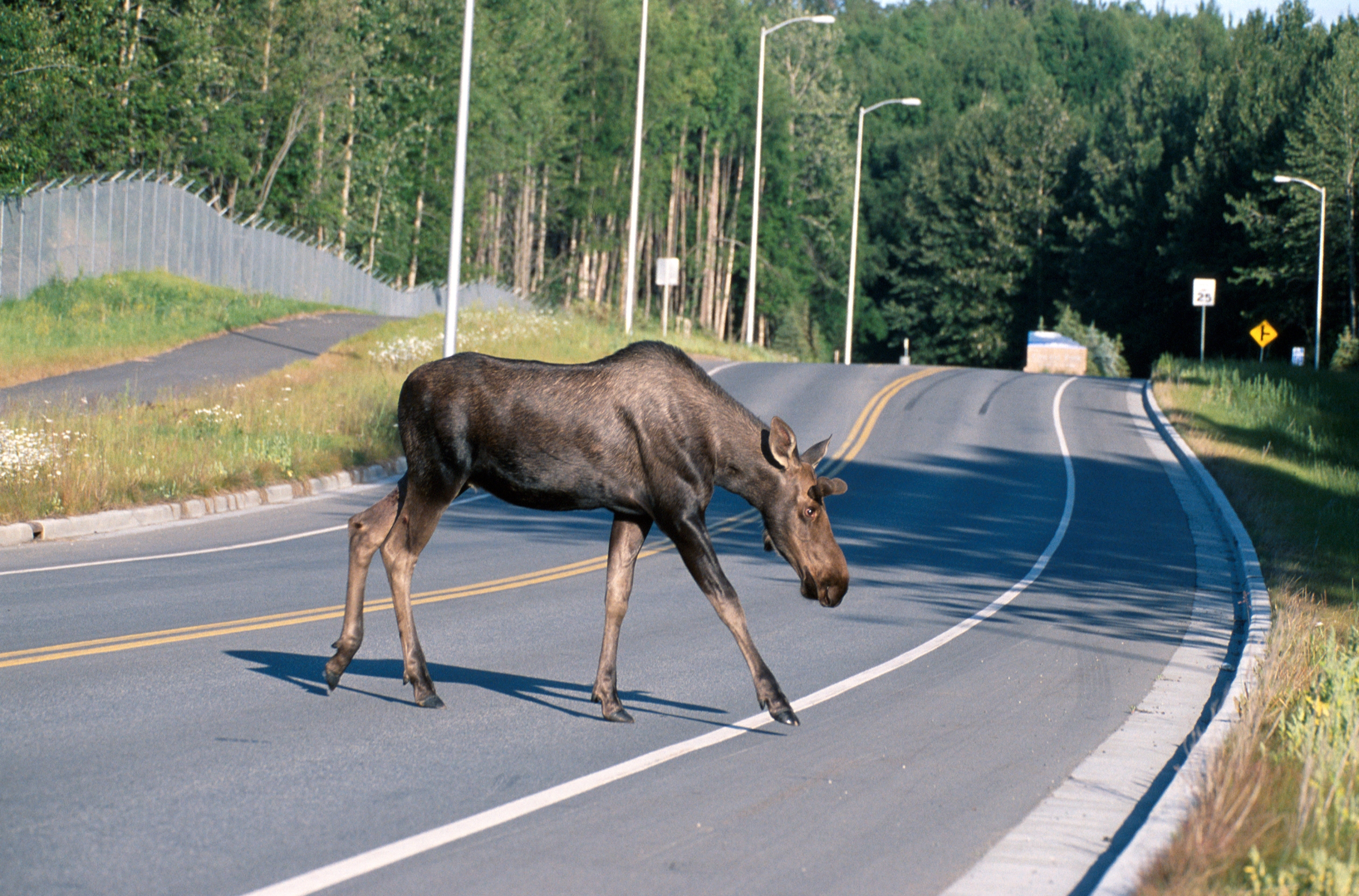
Alce (A. a. gigas) cruzando una carretera en Alaska.

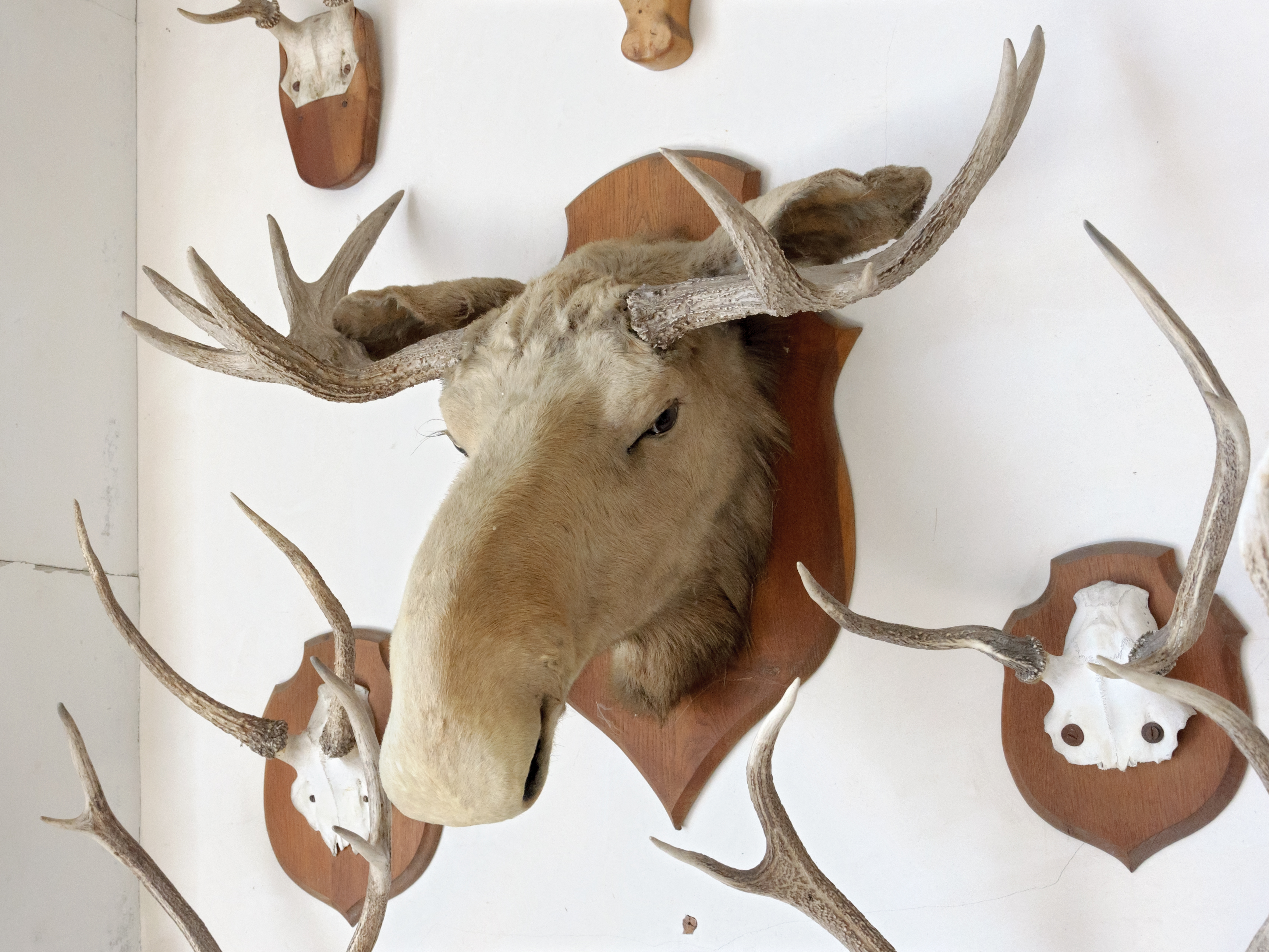
Trofeo de cabeza de alce.

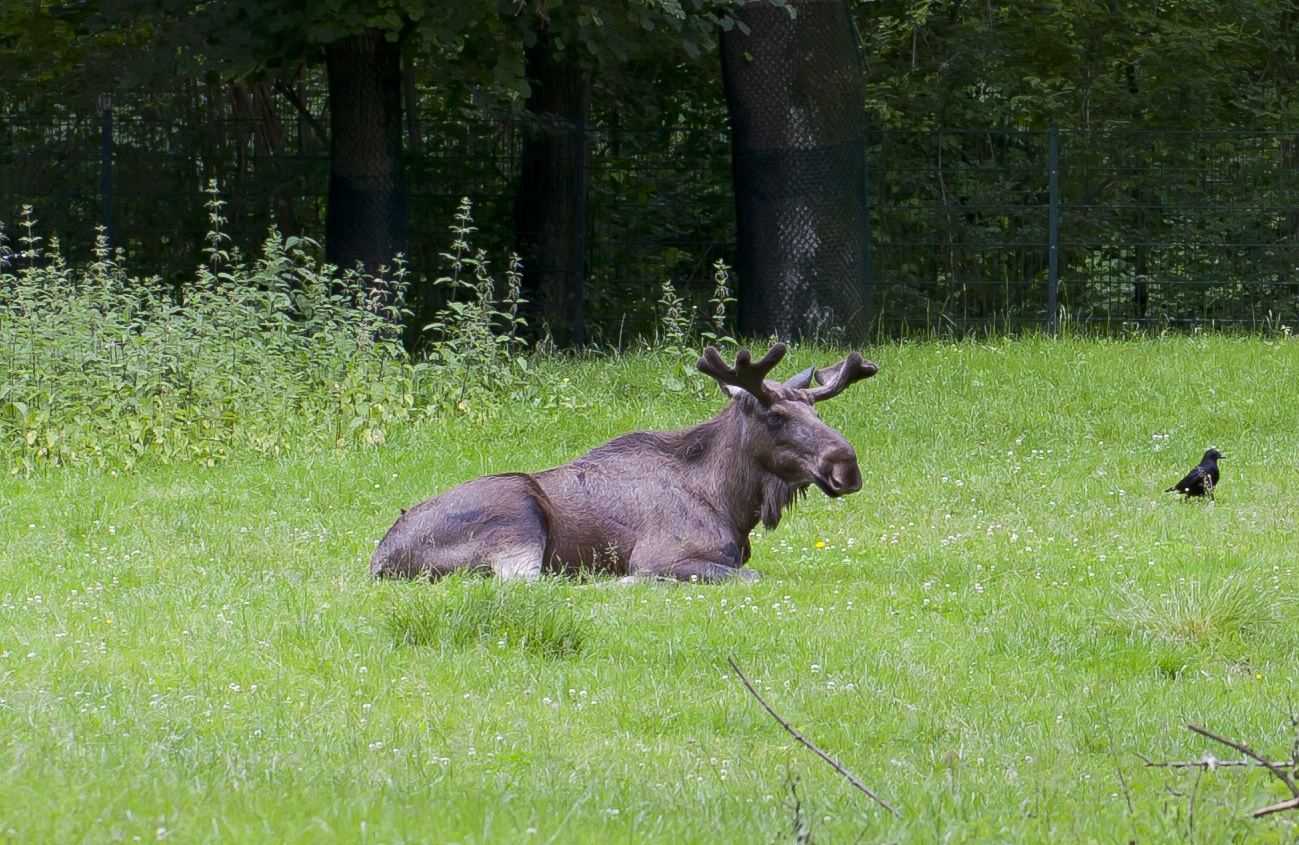
Ejemplar macho reposando.

En la Edad Media aún era posible encontrar al alce euroasiático en los grandes bosques del centro y del oeste de Europa; pero posteriormente fue exterminado por completo en esas zonas. Desde hace algunas décadas las medidas de protección han conducido a una nueva multiplicación de las poblaciones de alces, que comienzan a extenderse hacia el sur y hacia las fronteras de su antigua área de distribución, así como hacia el norte en dirección a la tundra. Se los puede encontrar en inmensos territorios de Ucrania, Rusia y Polonia, y su avanzadilla alcanza igualmente a la República Checa, Alemania y Austria. Se hallan también en Mongolia y China (Manchuria).
El alce americano se distribuye por Alaska, Canadá y el norte de los Estados Unidos contiguos.
Se encuentra en terrenos arbolados, desde montañas hasta tierras de cultivo, con preferencia por lagos y valles fluviales.

### Introducción en Nueva Zelanda
Como otros cérvidos, el alce americano fue introducido en Nueva Zelanda: se hizo un intento fallido en Hokitika en 1900 y, años después, en 1910, se liberaron en Fiordland cuatro machos y seis hembras. El último avistamiento comprobado se produjo en 1952. En 1972 se halló un asta. En 2002 se recogió una muestra de pelo que fue sometida a un análisis de ADN que demostró que se trataba de pelo de alce.
Con las investigaciones llevadas a cabo no se han obtenido imágenes de ejemplares, a pesar de la instalación de cámaras automáticas, pero sí se han hallado lechos de encame, señales de ramoneo y marcas de astas.

## Comportamiento
En verano los alces viven solos o en grupos familiares; en invierno, después del celo, se reagrupan en pequeños rebaños que comprenden de 5 a 10 individuos. Con excepción de las migraciones temporales —influidas, sin ningún género de dudas, por las densidades de población y las carreras que emprenden en el momento del celo—, los alces permanecen fieles a sus territorios, que por otra parte no defienden de ningún modo. Los alces se orientan sobre todo por el oído y el olfato; su vista es bastante débil.
Por lo general, las hembras suelen ser muy agresivas si sienten que sus crías están amenazadas. Los machos en época de celo, pueden luchar hasta la muerte de uno de ellos.

### Alimentación
Son herbívoros, alimentándose de hojas y ramitas de árboles y arbustos, de tallos tiernos y de la corteza de los árboles, así como de plantas acuáticas de lagos y ríos, pudiendo bucear en busca de nenúfares. Sus largas patas les permiten alcanzar las hojas de las ramas altas; para obtener los vegetales acuáticos se hunden hasta la mitad en el agua, y para pacer a menudo se arrodillan. Necesita unos 19,5 kg de alimento al día.

### Reproducción
El celo tiene lugar de septiembre a octubre. En esta época ambos sexos emiten llamadas nasales chirriantes. La duración del periodo de gestación oscila entre 242 y 250 días, tras el cual las hembras jóvenes paren una cría y las de mayor edad dos, o excepcionalmente tres. Las crías pesan al nacer de 11 a 16 kg, y son capaces de seguir a su madre a los dos o tres días de edad, permaneciendo junto a ella hasta unos diez o quince días antes del nacimiento de la siguiente cría, momento en el que son expulsados por la madre.

### Depredadores
Los principales depredadores del alce son el lobo, el oso pardo, el oso negro, el puma y el tigre siberiano. Cuando son crías se ha visto que son presas del lince boreal y  el glotón en Europa.[cita requerida]

## Subespecies

### De Eurasia
- Alce del Cáucaso (Alces a. caucasicus): Forma de las Montañas del Cáucaso extinguida en el siglo XIX.
- Alce europeo (Alces a. a.): Península Escandinava, Estonia, Letonia, norte de Rusia, Bielorrusia, Lituania, occidente de los Montes Urales, norte de Ucrania, Polonia, Eslovaquia, República Checa, Austria, Alemania y Finlandia.
  - En Escocia hay una pequeña población que es resultado de la reintroducción.
- Alce de Yakutia (Alces a. pfizenmayeri): Extremo Oriente ruso.
- Alce de Kamchatka (Alces a. buturlini): Extremo Oriente ruso.
- Alce del Amur (Alces a. cameloides): región del río Amur, Mongolia, Manchuria.

### De América
Según algunas taxonomías, los alces de América constituyen otra especie: Alces americanus.
- Alce de Alaska (Alces a. gigas): Alaska y occidente del Yukón. Estos son los alces de mayor tamaño.
- Alce (canadiense) occidental (Alces a. andersoni): desde la Columbia Británica hasta el occidente de Ontario, oriente del Yukón, Territorios del Noroeste, suroeste de Nunavut, Península Superior de Míchigan, norte de Wisconsin, norte de Minnesota, nordeste de Dakota del Norte.
- Alce (canadiense) oriental (Alces a. americanus): oriente del Canadá y estado de Maine.
- Alce de Yellowstone (Alces a. shirasi): sur de Alberta, Wyoming, Idaho, Utah, Colorado, estado de Washington, Oregón, Montana.[19] Estos son los alces de menor tamaño.

## Relación con el hombre

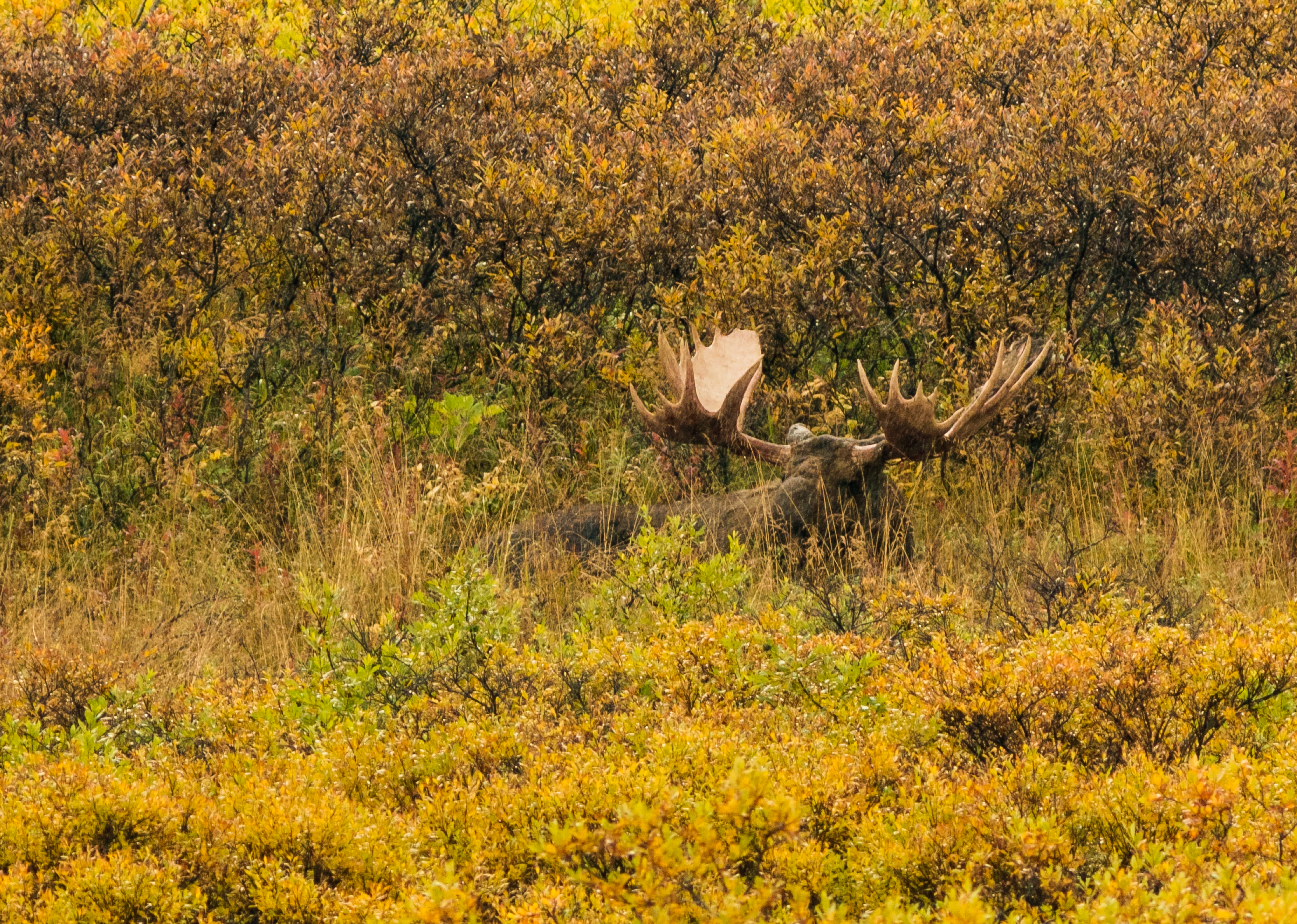
Ejemplar macho en el parque nacional y reserva Denali, Alaska.

Es cazado por deporte, así como por su carne, piel y huesos. En Rusia se ha domesticado para producir carne y leche, y como animal de tiro.
En ocasiones puede convertirse en un peligro para el tráfico viario.